# (1908) Pobeda
(1908) Pobeda (aussi nommé 1972 RL2) est un astéroïde de la ceinture principale, découvert le 11 septembre 1972 par Nikolaï Tchernykh à l'observatoire d'astrophysique de Crimée, en Ukraine.